# Alexis Amore
Alexis Amore (født 29. december 1978 i Lima, Peru) er en Latina pornostjerne, eksotisk danser og model.
Amore og hendes forældre flyttede til Redondo Beach, Californien da hun var ni år gammel. Hun gik på en kristen high school i Hermosa Beach, og var cheerleader mens hun gik der. Som femtenårig begyndte hun sin karriere som model for Nordstrom og medvirkede i deres reklamesedler og udgivelser. Hun fortsatte efterfølgende med at stå model i kataloger.  Hun fik et brystimplantat før hun begyndte sin pornografiske karriere.
Omkring 1998 blev hun, under en prøve til en HBO produktion, anbefalet at søge ind hos Playboy, hvor hun efterfølgende blev model for Playboy TV. Mens hun arbejdede på Playboy's Nightcalls interviewede hun Jewel DeNyle og Alexa Rae om pornoindustrien. Hun var selv interesseret i at prøve det, og efter at have hørt deres svar kontaktede hun Vivid Entertainment og blev hyret til sin første film (The Watcher 6) to dage senere i november 1999.
I januar 2003 vendte hun tilbage til industrien efter en kort pause, skrev eksklusiv kontrakt med Jill Kelly Productions (JKP) og begyndte i februar 2003. Hun forlod dem igen et år senere og skrev en anden eksklusiv kontrakt med Anabolic. Denne kontrakt omhandlede ikke blot optræden på videoer, men lod hende også instruere; hendes debut som instruktør blev Lascivious Latinas.
Siden starten af 2006 har Amore af og til skrevet for AVN Insider, har kontrakt hos Metro/Video Team, og har en ny kontrakt om sexlegetøj med California Exotic Novelties.

## Priser
- 1Down.com best XXX Feature Entertainer i 2004
- Nightmoves Magazine 2004 Best Actress

## Trivia
- Amore har en tatovering af Playboy-kaninen og ordet "Sexy" under sin navle, en djævel med englevinger på sin højre balde, og små tatoveringer på ankel, navle og klitoris. Hun er også piercet i brystvorterne og navlen.